# 艾丽·沃拉斯顿
艾丽·沃拉斯顿（英語：Ally Wollaston，2001年1月4日—），新西兰女子自行车运动员，2023年世界场地自行车锦标赛女子团体追逐赛银牌得主、2024年夏季奥林匹克运动会女子团体追逐赛银牌得主。